# Salussola
Salussola là một đô thị ở tỉnh Biella vùng Piedmont của nước Ý, có vị trí cách khoảng 50 km về phía đông bắc của of Torino và khoảng 14 km về phía đông nam của of Biella. Tại thời điểm ngày 31 tháng 12 năm 2004, đô thị này có dân số 2.043 người và diện tích là 39,4 km².
Salussola giáp các đô thị: Carisio, Cavaglià, Cerrione, Dorzano, Massazza, Roppolo, Verrone, Villanova Biellese.